# Франко-и-Сальгадо-Араухо, Николас
Николас Франко-и-Сальгадо-Араухо (исп. Nicolás Franco Salgado-Araújo, 22 ноября 1855, Эль-Ферроль — 22 февраля 1942, Мадрид) — испанский военный деятель, генерал-интендант военно-морского флота. Больше всего известен как отец Франсиско Франко, каудильо Испании с 1939 по 1975 год.

## Биография
Николас Франко-и-Сальгадо-Араухо поступил в Военно-морское училище в Кадисе в 1877 году, где дослужился до офицера, а затем и до генерал-квартирмейстера испанского флота.
24 мая 1890 года в Ферроле он женился на Пилар Бахамонде-и-Пардо де Андраде в Эль-Ферроле, происходившей из семьи с военными традициями; в браке родилось пятеро детей: Николас (1891), Франсиско (1892), Пилар (1895), Рамон (1896) и Мария-де-ла-Пас Франко Баамонде, умершая в возрасте 5 лет.
Согласно Gaceta de Madrid, официальной государственной газете, заместитель интенданта военно-морского флота Николас Франко-и-Сальгадо-Араухо в марте 1913 года был назначен интендантом военно-морского флота на должность, оставленную Рикардо Иглесиасом Лопесом вакантной. 30 декабря 1915 года был переведен в казарменное положение. Оказавшись в Мадриде, в 1917 году он женился на Агустине Алдане, учительнице средней школы, с которой оставался до самой смерти. 1 января 1918 года произведен в генерал-интенданты ВМФ. 18 августа 1920 года он был уволен с должности генерал-интенданта и начальника административной службы за «превышение четырехмесячного отпуска» по болезни.
В июне 1924 года он был уволен с должности инспектора Морского административного корпуса и ушел в запас 29 ноября того же года, в возрасте 69 лет.
Согласно нескольким источникам, как внешним, так и внутренним по отношению к семье Франко, Николас имел довольно авторитарный, агрессивный характер и страдал алкоголизмом.

### Гражданская война
9 сентября 1936 года он отправил письмо своему сыну Франсиско Франко, в котором написал:
Когда я узнал о новом движении и о том месте, которое в нём отведено тебе, я посчитал тебя приговорённым к смерти: если ты проиграешь и будешь пойман — тебя расстреляют; если ты победишь и станешь хозяином нации — тебя убьют, как Каналехаса, Дато и других политиков у власти.